# Eleição municipal de Tatuí em 2016
A eleição municipal de Tatuí em 2016 foi o 17.º pleito eleitoral realizado na história do município. Ocorreu oficialmente em 2 de outubro e foi disputada em turno único, dado que Tatuí por não ter 200 000 eleitores registrados e aptos ao voto, não atende ao critério eleitoral definido pelo inciso II do artigo nº 29 da Constituição Federal para a realização de um 2.º turno caso nenhum dos candidatos à prefeito alcance maioria absoluta dos votos. Neste caso, o(a) vencedor(a) é escolhido por maioria simples.
Segundo dados do Tribunal Superior Eleitoral, 83 561 eleitores compunham o eleitorado tatuiano apto a votar para eleger 1 prefeito, 1 vice–prefeito e 17 vereadores para a Câmara Municipal em 2016.

## Candidaturas oficiais
| Candidaturas deferidas pelo TSE para a disputa eleitoral | Candidaturas deferidas pelo TSE para a disputa eleitoral | Candidaturas deferidas pelo TSE para a disputa eleitoral | Candidaturas deferidas pelo TSE para a disputa eleitoral | Candidaturas deferidas pelo TSE para a disputa eleitoral | Candidaturas deferidas pelo TSE para a disputa eleitoral | Candidaturas deferidas pelo TSE para a disputa eleitoral                                                         | Candidaturas deferidas pelo TSE para a disputa eleitoral |
| N.º                                                      | N.º                                                      | Candidato(a) a prefeito(a)                               | Candidato(a) a prefeito(a)                               | Candidato(a) a vice-prefeito(a)                          | Candidato(a) a vice-prefeito(a)                          | Coligação | Situação                                                 |
| -------------------------------------------------------- | -------------------------------------------------------- | -------------------------------------------------------- | -------------------------------------------------------- | -------------------------------------------------------- | -------------------------------------------------------- | --- | -------------------------------------------------------- |
|                                                          | 15                                                       |                                                          | Manu Coelho (PMDB)                                       |                                                          | Vicente Menezes (PMDB)                                   | Compromisso com a Verdade PMDB / PRB / PDT / PT / PPS / DEM / PHS / PMB / PTC / PSB / PSD / Solidariedade / PROS | Não eleito                                               |
|                                                          | 20                                                       |                                                          | Guiga Peixoto (PSC)                                      |                                                          | Coronel Wagner (PSC)                                     | partido isolado                                                                                                  | Não eleito                                               |
|                                                          | 28                                                       |                                                          | Rogério Milagre (PRTB)                                   |                                                          | Roberto São Cristóvão (PRTB)                             | partido isolado                                                                                                  | Não eleito                                               |
|                                                          | 45                                                       |                                                          | Maria José Gonzaga (PSDB)                                |                                                          | Luiz Paulo (PSDB)                                        | Tatuí tem jeito PSDB / PP / PTB / PSL / PTN / PR / PSDC / PMN / PV / PRP / PEN                                   | Eleito                                                   |

## Debate eleitoral
No dia 25 de setembro houve um debate com os candidatos a prefeito transmitido pela TV TEM Itapetininga. Com duração de 60 minutos divididos em quatro blocos, foram feitas perguntas de candidato para candidato, mediadas pelo apresentador Thiago Ariosi. Houve uma pergunta por bloco, com tempo de reposta, réplica e tréplica.
Participaram do debate os candidatos Guiga Peixoto (PSC) e Manu Coelho (PMDB). A candidata Maria José Gonzaga (PSDB) embora convidada, não compareceu, enviando um comunicado oficial alegando "estar se dedicando intensamente à campanha eleitoral com o objetivo de se apresentar ao eleitor de forma clara, propositiva, levando a todos o plano de governo".

## Resultados eleitorais

### Poder Executivo
Maria José Gonzaga (PSDB) sagrou-se vencedora do pleito, alcançando a maioria absoluta após conquistar 29 465 votos, o equivalente a 51,38% dos votos válidos. A prefeita eleita entrou na vida pública em 2016, sendo esta eleição sua primeira disputa por um cargo eletivo. Sua candidatura foi oficialmente lançada após seu marido, o ex-prefeito Gonzaga, ter sua chapa impugnada à época pela juíza eleitoral Mariana Teixeira Salviano da Rocha sob a alegação dele ter sido condenado em segunda instância pelo Tribunal de Justiça de São Paulo (TJ–SP) por improbidade administrativa.
| Candidatos a prefeito(a)   | Candidatos a prefeito(a)  | Candidatos a vice-prefeito(a) | Votação | Votação     |
| Candidatos a prefeito(a)   | Candidatos a prefeito(a)  | Candidatos a vice-prefeito(a) | Total   | Porcentagem |
| -------------------------- | ------------------------- | ----------------------------- | ------- | ----------- |
|                            | Maria José Gonzaga (PSDB) | Luiz Paulo (PSDB)             | 29 465  | 51,38%      |
|                            | Manu (PMDB)               | Vicente Menezes (PMDB)        | 13 926  | 24,29%      |
|                            | Guiga Peixoto (PSC)       | Coronel Wagner (PSC)          | 11 464  | 19,99%      |
|                            | Rogério Milagre (PRTB)    | Roberto São Cristóvão (PRTB)  | 2 489   | 4,34%       |
| Total de votos válidos     | Total de votos válidos    | Total de votos válidos        | 57 344  | 57 344      |
| Votos apurados             |                           |                               |         |             |
| Votos válidos              | Votos válidos             | Votos válidos                 | 57 344  | 87,87%      |
| Votos em branco            | Votos em branco           | Votos em branco               | 2 366   | 3,63%       |
| Votos nulos                | Votos nulos               | Votos nulos                   | 5 546   | 8,50%       |
| Total de votos apurados    | Total de votos apurados   | Total de votos apurados       | 65 256  | 65 256      |
| Participação do eleitorado |                           |                               |         |             |
| Comparecimentos            | Comparecimentos           | Comparecimentos               | 65 256  | 78,09%      |
| Abstenções                 | Abstenções                | Abstenções                    | 18 305  | 21,91%      |
| Total de eleitores aptos   | Total de eleitores aptos  | Total de eleitores aptos      | 83 561  | 83 561      |
| Fonte: UOL                 |                           |                               |         |             |

### Poder Legislativo
No sistema proporcional, pelo qual são eleitos os vereadores, o voto dado a um(a) candidato(a) é primeiro considerado para a coligação da qual o partido político em que ele(a) é filiado(a) faz parte. O total de votos da coligação é o que define quantas cadeiras o partido terá. Definidas as cadeiras, os candidatos(as) mais votados(as) do partido são chamados a ocupá-las. Abaixo encontram-se os candidatos a vereador eleitos, reeleitos e os que ficaram como suplentes para a 17.ª legislatura, iniciada em 1 de janeiro de 2017 e concluída em 31 de dezembro de 2020.
| N.º   | Candidato(a)                | Coligação                  | Votos obtidos | Porcentagem | Situação      |
| ----- | --------------------------- | -------------------------- | ------------- | ----------- | ------------- |
| 19123 | Valdeci Proença Cabelereiro | PTN / PTB / PP             | 1 787         | 3,07%       | Reeleito(a)   |
| 22222 | Marquinho Vereador          | PR / PSDB                  | 1 617         | 2,78%       | Reeleito(a)   |
| 43111 | Pepinho                     | PV / PMN                   | 1 436         | 2,47%       | Eleito(a)     |
| 45245 | Alexandre da Grantel        | PR / PSDB                  | 1 379         | 2,37%       | Eleito(a)     |
| 45123 | Bossolan da Rádio           | PR / PSDB                  | 1 288         | 2,21%       | Reeleito(a)   |
| 14567 | Nei Loko                    | PTN / PTB / PP             | 1 231         | 2,11%       | Eleito(a)     |
| 11123 | Rosana do Supermercado      | PTN / PTB / PP             | 1 218         | 2,09%       | Suplente      |
| 40456 | Rodolfo                     | PSB / PPS / PMB / PTdoB    | 1 190         | 2,04%       | Eleito(a)     |
| 15111 | Véio Quevedo                | PMDB / DEM / Solidariedade | 1 119         | 1,92%       | Eleito(a)     |
| 20123 | Fábio Villa Nova            | PSC                        | 1 071         | 1,84%       | Não eleito(a) |
| 40123 | José Carlos do Campinho     | PSB / PPS / PMB / PTdoB    | 1 002         | 1,72%       | Eleito(a)     |
| 15123 | Professor Miguel            | PMDB / DEM / Solidariedade | 985           | 1,69%       | Eleito(a)     |
| 15777 | Bispo Nilto                 | PMDB / DEM / Solidariedade | 911           | 1,56%       | Eleito(a)     |
| 25123 | Doutor Fábio Menezes        | PMDB / DEM / Solidariedade | 840           | 1,44%       | Suplente      |
| 55555 | Tiozinho do Santa Rita      | PSD / PHS / PROS           | 822           | 1,41%       | Eleito(a)     |
| 55123 | Paulinho Motos              | PSD / PHS / PROS           | 812           | 1,39%       | Suplente      |
| 43143 | Daniel Rezende              | PV / PMN                   | 801           | 1,38%       | Eleito(a)     |
| 43700 | João Éder Miguel            | PV / PMN                   | 788           | 1,35%       | Eleito(a)     |
| 43000 | Débora Camargo              | PV / PMN                   | 783           | 1,34%       | Suplente      |
| 45000 | Doutor Saporito             | PR / PSDB                  | 777           | 1,33%       | Suplente      |
| 45555 | Márcio do Santa Rita        | PR / PSDB                  | 756           | 1,30%       | Suplente      |
| 23123 | Ronado do Sindicato         | PSB / PPS / PMB / PTdoB    | 687           | 1,18%       | Reeleito(a)   |
| 13121 | Eduardo Sallum              | PT / PDT / PRB / PTC       | 682           | 1,17%       | Eleito(a)     |